# Самерсет (Пенсилванија)
Самерсет (енгл. Somerset) град је у америчкој савезној држави Пенсилванија.

## Демографија
По попису из 2010. године број становника је 6.277, што је 485 (-7,2%) становника мање него 2000. године.
| Група             | 2000.         | 2010.         |
| Белци             | 6.589 (97,4%) | 6.021 (95,9%) |
| Афроамериканци    | 47 (0,7%)     | 52 (0,8%)     |
| Азијати           | 47 (0,7%)     | 57 (0,9%)     |
| Хиспаноамериканци | 37 (0,5%)     | 71 (1,1%)     |
| Укупно            | 6.762         | 6.277         |